# Chiesa dei Santi Bernardino e Rocco
La chiesa dei Santi Bernardino e Rocco è un luogo di culto cattolico situato a Chieri. 

## Storia e descrizione
Fu eretta tra il 1675 e 1683 ed ampliata nel 1694 su progetto di Bernardino Quadri, il quale morì prima di completare i lavori. Questi vennero ripresi solo nel 1740, quando Bernardo Antonio Vittone eresse la cupola, e terminarono nel 1792, con la facciata di Mario Ludovico Quarini. 
Nella chiesa sono conservate diverse opere del Moncalvo tra cui una Incoronazione della Madonna, nella quale il pittore ha raffigurato sullo sfondo Chieri, così come appariva alla fine del Cinquecento.